# Lola Casas Peña
Lola Casas i Peña (Mataró, 30 de juny de 1951) és una escriptora i mestra catalana.

## Resum biogràfic
Va néixer a Mataró el 30 de juny del 1951, lloc on viu actualment. Ha exercit de mestra de primària durant més de 40 anys, gran part dels quals a l'escola pública Camí del Mig de la capital del Maresme. Durant anys ha estat compaginant la tasca de docent amb la d'escriptora. «Sóc una mestra que fa poemes» va dir.
Ha publicat prop de mig centenar de títols, entre poesia i contes per a infants, i obres divulgatives per a pares i mestres. A més, ha realitzat articles, cursos i conferències sobre els vincles de la docència amb la literatura i el cinema, que són dues de les seves grans passions.

### Activitat docent
Diplomada en Formació del Professorat d'Educació General Bàsica va començar a fer de mestra als 17 anys. Al llarg de la seva trajectòria, ha apropat els seus alumnes a diversos personatges del món de la literatura, el cinema i la música. Especialment destacada va ser la relació establerta amb l'autor anglès Roald Dahl, amb qui la mestra i els seus estudiants es van intercanviar nombroses cartes i treballs durant més de quatre anys. Casas va reflectir aquesta experiència al llibre Tot Dalh, llibre que alhora és un profund anàlisi de l'obra de l'autor de Matilda i Les Bruixes.
Com a mestra, ha dedicat especial atenció a fomentar la lectura entre els infants, amb iniciatives com "la Biblioteca d'aula" (una acurada selecció de títols disponibles a l'abast dels alumnes) o la lectura amb veu alta com a eina de comunicació entre alumnes i mestra.
Una altra de les particularitats de la trajectòria de Casas com a docent ha estat el seu interès pel cinema, que l'ha portat a produir quatre migmetratges protagonitzats pels seus propis alumnes de l'Escola Camí del Mig.
- Ostres, quina nit!
- Windows
- Aquí hi ha morro!
- The Roulf. Terror a l'escola!

Aquestes pel·lícules han estat guardonades amb diversos premis.

### Com autora
L'obra literària de Lola Casas se centra principalment en la poesia per a infants. Durant la seva trajectòria ha publicat prop d'una vintena de poemaris per a lectors d'entre 6 i 12 anys. La seva és una poesia basada en el món quotidià dels propis infants, que explora àmbits com el paisatge, els colors, les festes o el menjar. Són poemes que volen fer aflorar la sensibilitat de nens i nenes vers el seu entorn més proper, i establir ponts cap a nous autors i lectures.
En l'àmbit divulgatiu, Casas ha publicat diversos títols com Llegim, Jo Llegeixo o el mencionat Tot Dahl. Són llibres adreçats especialment a mestres i pares, que donen eines perquè els infants agafin el gust per la lectura, d'una manera assequible i propera.

### Com a divulgadora
Casas ha visitat centenars d'escoles d'arreu de Catalunya, convidada pels mateixos centres o bé dins de projectes com «Autors a les Aules» de la Institució de les Lletres Catalanes. En aquests fòrums i conferències, Casas ha compartit amb mestres i alumnes reflexions i experiències sobre els temes que han marcat la seva carrera docent i literària: el foment de la lectura i la relació de la docència amb àmbits com la literatura, el cinema i la música.
Durant els cursos acadèmics del 2003 al 2005, va dirigir el projecte Lectures en veu alta, patrocinat per la Cambra del Llibre de Catalunya i la Generalitat de Catalunya, amb l'objectiu d'ajudar els infants adquirir hàbits de lectura.
Com a mestra i autora, Casas ha mantingut una relació estreta amb diverses biblioteques del país, en especial la de la seva ciutat, la Biblioteca Pompeu Fabra de Mataró. En aquest centre, durant diversos anys ha dinamitzat tot un conjunt d'activitats literàries i culturals, com ara el cicle «Capvespres als jardinets» o la tertúlia «Llegim».

## Lola Casas i la Biblioteca de Viladecans
Casas també està especialment vinculada a la Biblioteca de Viladecans, a través d'un projecte de tertúlies destinades a l'alumnat de primària. El projecte consisteix en el fet que, a través d'aquesta biblioteca i partint de la seva extensa obra, Casas s'adreça als alumnes de primària de les escoles del municipi, mitjançant trobades i xerrades, per tal de fomentar en ells el gust per la lectura.

## Obra
- 1988: Jo llegeixo: una experiència de biblioteca d'aula a cicle mitjà, Ed. Pirene
- 1998: Estimar un autor, La Galera
- 1999: Tot Dahl, La Galera
- 2001: Retalls poètics, Ed. Abadia de Montserrat
- 2002: Des de la finestra, Ed. Baula
- 2002: El Jersey, La Galera
- 2003: Em diuen Tano, La Galera
- 2003: Poemes i cançons de les quatre estacions, Ed. Abadia de Montserrat
- 2004: Poemes de cada dia, Ed. Baula
- 2004: Bestiari: poemes i cançons, Ed. Abadia de Montserrat
- 2005: Anem a l'escola!, Ed. Baula
- 2005: Pep, l'escombriaire, Ed. Baula
- 2005: Llegim?: pares i fills: una invitació al plaer de la lectura, Ed. Cercle de lectors
- 2005: Tu acabes els poemes, Grup Edebé
- 2005-2006: Col·lecció Les tres bessones, Ed. Cromosoma
- 2006: Anem de colònies, Ed. Baula
- 2006: Poemes petits, Ed. Abadia de Montserrat
- 2006: Més de 100 llibres que busquen lector, Ed. Patronat de cultura, Biblioteca Pública Pompeu Fabra
- 2006: L'escala d'en Pinxo, Ed. Lynx
- 2006: La Palma: una bruixa escabellada, Ed. Alfaguara
- 2007: Endevinalles, Ed. La Galera
- 2007: La Xurra, Ed. La Galera
- 2007: Ernest, Ed. Serres
- 2007: Nit, Ed. Abadia de Montserrat
- 2007: Vermell tacat, Ed. Lynx
- 2007: Música i poemes per apetits monstres, Ed. Abadia de Montserrat
- 2008: Cançons per a un bon Nadal, Ed. Abadia de Montserrat
- 2008: Qui sóc?, La Galera
- 2008: Agata, Ed. Lapis
- 2008: Ja venen, ja venen, Ed. Institut Municipal de Cultura
- 2008-2009: Col·lecció Poesia de Colors, Ed. Baula
  - Blanc, Negre, Blau, Groc, Roig, Verd
- 2009: Anem de festa, Ed. Baula
- 2009: Poemes per un bon Nadal, Ed. Abadia de Montserrat
- 2009: Bon profit!, Ed. Uñó
- 2010: Rodolins, Ed. Fil d'aram
- 2010: Visca Sant Jordi!, Ed. Baula
- 2010: Tot l'any, El Cep i la Nansa edicions
- 2011: Animalades de paper, El Cep i la Nansa edicions
- 2011: Nyam-Nyam: poemes i curiositats per llepar-se'n els dits, Ed. Castellnou
- 2011: Visca la mona de Pasqua, Ed. Uñó
- 2012: Cançonetes embarbussades: originals i divertides, Baula
- 2012: Miradas, Ed. Castellnou
- 2013: Com ho acabes?, El Cep i la Nansa edicions
- 2013: Les figuretes del Pessebre, La Galera
- 2017: Mentides[5]
- 2022: Mirant al mar, L'Art de la Memòria Edicions